# Pox
Le pox, ou posh, est une boisson alcoolisée distillée à base de panela et de maïs originaire du Chiapas. Historiquement, il est fabriqué en distillant un ferment à base de piloncillo de caña aromatisé au maïs dans des alambics traditionnels artisanaux. La majeure partie de ce produit provient des régions de San Cristóbal de Las Casas et de San Juan Chamula. Trouvant ses origines dans la culture maya, il était et est toujours utilisé par les thérapeutes traditionnels chez les Tzeltals et les Tzotziles du Chiapas (j'ilol) lors des rites et des cérémonies religieuses.

## Production
Une des caractéristiques de l'industrie traditionnelle de l'aguardiente est qu'il s'agissait d'une activité domestique, réalisée dans la propre maison du fabricant. Pour commencer le processus, l'important était de bien mélanger la panela avec l'eau. Le liquide sucré a été laissé reposer dans différents plateaux pendant plusieurs jours (5 à 7), donnant les postures, résultat d'une fermentation naturelle. Par des moyens simples, on pouvait commencer la distillation avec un ou plusieurs pots en terre cuite avec des bouchons qui recueillaient la vapeur émanant de l'ébullition des posturas et qui, passée à travers des roseaux pour obtenir la condensation, donnait laguardiente. Pour chaque pot, une dame-jeanne de 20 litres daguardiente était remplie. Le capital financier nécessaire pour exploiter une distillerie n'était pas très élevé, ce qui la rendait relativement accessible aux populations à faibles revenus.
Chaque distillerie domestique pouvait distiller en moyenne quinze à vingt demi-johns de vingt litres par mois, ce qui laissait un bénéfice de cinq à dix pesos par mois. Avec des bénéfices aussi maigres, la plus grande menace était l'augmentation de la charge fiscale. Pour cette raison, à partir de 1892, beaucoup de ces distilleries ont été fermées jusqu'à être réduites de moitié en quelques années.